# Calgary-Nord
Pour les articles homonymes, voir Calgary (homonymie).
Calgary-Nord fut une circonscription électorale fédérale de l'Alberta, représentée de 1953 à 1997.
La circonscription de Calgary-Nord a été créée en 1952 avec des parties de Bow River, Calgary-Ouest et de Calgary-Est. Abolie en 1996, elle fut incorporée à Calgary—Nose Hill.

## Géographie
En 1952, la circonscription de Calgary-Nord comprenait:
- Une partie située au sud de la cité de Calgary délimitée par la rivière Bow

## Députés
1. 1953-1968 — Douglas Scott Harkness, PC
2. 1968-1980 — Eldon Woolliams, PC
3. 1980-1984 — Frederick Wright, PC
4. 1984-1988 — Paul Gagnon, PC
5. 1988-1993 — Al Johnson, PC
6. 1993-1997 — Diane Ablonczy, PR

- PC = Parti progressiste-conservateur
- PR = Parti réformiste du Canada